# Un drame au château d'Acre
 (juillet 2025).
Pour plus de détails, voir Fiche technique et Distribution.
Un drame au château d'Acre est un court métrage muet français réalisé par Abel Gance et sorti en 1915.

## Fiche technique
- Titre : Un drame au château d'Acre
- Réalisation : Abel Gance
- Scénario : Abel Gance
- Chef opérateur : Léonce-Henri Burel
- Producteur : Louis Nalpas
- Société de production : Vandal et Delac
- Genre : Film dramatique
- Durée : 6 minutes
- Dates de sortie :
  - France : 1915
  - États-Unis : 1er mai 1915

## Distribution
- Yvonne Briey
- Henri Maillard
- Aurelio Sidney
- Jacques Volnys